# Ipanema (Minas Gerais)
Ipanema is een gemeente in de Braziliaanse deelstaat Minas Gerais. De gemeente telt 17.916 inwoners (schatting 2009).

## Aangrenzende gemeenten
De gemeente grenst aan Caratinga, Conceição de Ipanema, Inhapim, Pocrane, Simonésia en Taparuba.

## Verkeer en vervoer
De plaats ligt aan de wegen BR-474 en MG-111.